# Creswell (Staffordshire)
Pour les articles homonymes, voir Creswell.
Creswell est un village et une paroisse civile du Staffordshire, en Angleterre.